# تام کینگ (قایقران بادبانی)
تام کینگ (انگلیسی: Tom King؛ زادهٔ ۸ فوریهٔ ۱۹۷۳) قایقران قایق بادبانی اهل استرالیا است.
از افتخارات وی میتوان به کسب مدال طلا قایقرانی بادبانی در بازی‌های المپیک تابستانی ۲۰۰۰ اشاره کرد.